# Entoloma pygmaeopapillatum
Entoloma pygmaeopapillatum är en svampart som beskrevs av Arnolds & Winterh. 1986. Entoloma pygmaeopapillatum ingår i släktet Entoloma och familjen Entolomataceae.  Artens status i Sverige är: Ej påträffad. Inga underarter finns listade i Catalogue of Life.